# 瘦子 (原子弹)

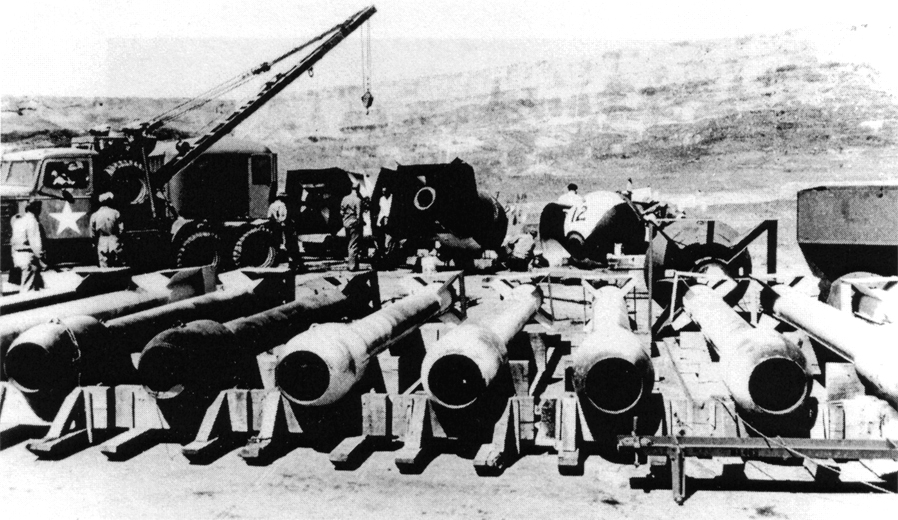
曼哈顿计划中阿尔伯达计划的一部分，位于温多弗军用机场的“瘦子”钚枪实验的壳体。在背景上，还能看到为“胖子”馬克3號设计的壳体。

“瘦子”（正式名称为马克2号）原子弹是一种拟议的枪式钚原子弹，在美国进行曼哈顿计划时研制。当人们发现钚增殖反应堆的自发裂变率过高，不能应用于枪式原子弹时，它便被取消而中途夭折了。

## 规格

“瘦子”的原理——“钚子弹”击中“靶”引发链式反应

“瘦子”是一种早期核武器设计，早在钚在核反应堆的铀238辐射下成功增殖之前就被提出了。它的原理基于钚能像铀一样，可通过简单的射击，使一块亚临界钚到另一块亚临界钚中而达到临界质量的假设。为了避免提前爆炸，“钚子弹”至少要加速到910 m/s。如果达不到的话，钚就会在完全压缩之前开始核裂变，过早地把自己炸成碎片。
据估计，马克2号长5.5米，直径0.61米。之所以造得那么长，就是为了让“钚子弹”在击中“靶”前达到足够高的速度。最后的马克2号武器模型大约重3400千克。